# كاترينا سابو
كاترينا سابو (Ecaterina Szabo) هي لاعبة أولمبية لرياضة الجمباز من رومانيا. شاركت في الأولمبياد الصيفي في 1984، وفازت بما مجموعه 5 ميداليات.

## الميداليات
| ذهب | فضة | برونز | المجموع |
| 4   | 1   | 0     | 5       |

## روابط خارجية
- كاترينا سابو على موقع الاتحاد الدولي للجمباز (licence) (الإنجليزية)
- كاترينا سابو على موقع الاتحاد الدولي للجمباز (biography) (الإنجليزية)
- كاترينا سابو على موقع اللجنة الأولمبية الدولية (الإنجليزية)
- كاترينا سابو على موقع أوليمبيديا (الإنجليزية)
- كاترينا سابو على موقع اللجنة الأولمبية الرومانية (الرومانية)